# 包纳加尔
包纳加尔（羅馬化：Bhāvnagar）为印度古吉拉特邦东南部港口城市，临阿拉伯海。包纳加尔为古吉拉特邦第五大城市，是索拉什特拉地区的文化中心，也是包纳加尔县的政府所在地。
包纳加尔建城于1723年，由当时的王公包辛吉（Bhavsinhji Gohil）所建，并以其名字命名，以此作为包纳加尔土邦的首府，印度独立后该土邦于1948年加入印度共和国。